# İhsangazi
İhsangazi là một huyện thuộc tỉnh Kastamonu, Thổ Nhĩ Kỳ. Huyện có diện tích 384 km² và dân số thời điểm năm 2007 là 6294 người, mật độ 16 người/km².